# أوسي (ميزوري)

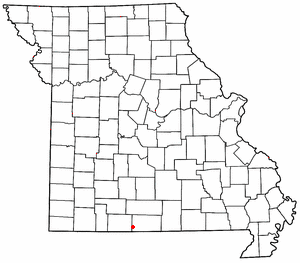
أوسي، ميزوري

أوسي (بالإنجليزية: Ocie)‏ هي إحدى المجتمعات الفردية (غير مصنفة) في ولاية ميزوري في الولايات المتحدة الأمريكية.